# Contango
Il termine contango, nato nel XIX secolo sui mercati inglesi come corruzione di "continuation", "continue" o "contingent", è usato nell'analisi dei mercati finanziari ed indica una situazione di mercato dove il prezzo spot è inferiore ai prezzi futuri, impliciti nei corrispondenti contratti futures. Quando, invece, il valore dei contratti futures è inferiore al prezzo spot si parla di backwardation.

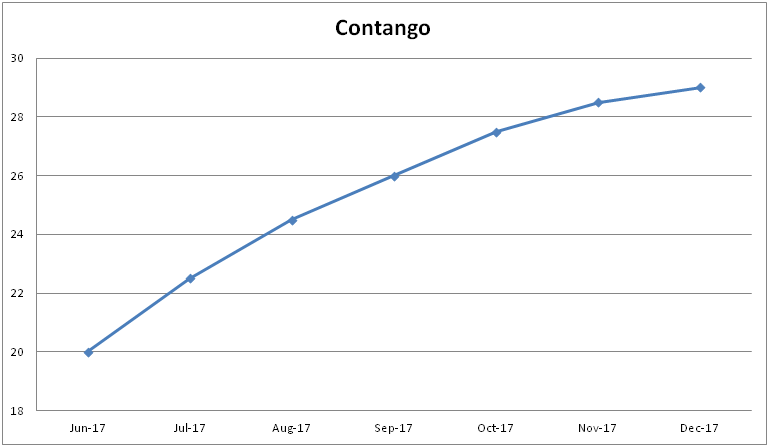

L'alternarsi di contango e backwardation offre diverse opportunità di investimento agli operatori dei mercati finanziari che, comprando il contratto futures meno quotato e vendendo quello più costoso, puntano a prendere profitto dal riallineamento dei prezzi. Questa operatività prende il nome di pair trading, nel caso di specie si parla di pair trading intermarket perché i contratti futures utilizzati hanno ad oggetto lo stesso mercato. La rappresentazione grafica delle quotazioni dei contratti futures con scadenze diverse prende il nome di "curva forward".
Le dinamiche che regolano l'alternanza di contango e backwardation dipendono dalla natura del sottostante. Per le commodities (le materie prime) e gli indici di volatilità la backwardation è riconducibile essenzialmente ad una forte domanda dei contratti futures con scadenze più vicine. Per strumenti finanziari come indici azionari e i relativi contratti futures le differenti quotazioni sono invece ascrivibili alle aspettative relative ai dividendi attesi.